# Елена Аргира
Елена Аргира или още Аргиропулина (на гръцки: Ἑλένη Ἀργυρή / Ἀργυροπούλαινα; на грузински: ელენე, elene, ум. 1033) е византийска принцеса – племенница на византийския император Роман III Аргир, и грузинска царица – първа съпруга на грузинския цар Баграт IV.

## Живот
Елена е дъщеря на Василий Аргир, който е брат на византийския император Роман III Аргир. Бракът на Елена с четиринадестгодишния грузински цар Баграт IV е уреден през 1032 г. като част от условията за прекратяване на войната между Византия и Грузия, договорени от грузинската царица майка Мириам по време на гостуването ѝ в Контантинопол през същата година. Семейството на Елена е добре познато на грузинската върхушка – царицата майка Мириам е дъщеря на последния арменски крал на Васпуракан, който предава владенията си на Василий II, а първият стратег на тема Васпуракан става Василий Аргир, бащата на Елена.
Елена напуска Константинопол и пристига в Грузия заедно с царица Мириам. Елена и Баграт IV са венчани в катедралата в Бана. По този случай Баграт IV е удостоен с титлата куропалат от византийския василевс. Според грузинските хронисти от онази епоха Елена Аргира донесла със себе си богата зестра, част от която били един гвоздей от разпятието на Христос и прочутата икона на Божията майка от Окона.
Елена Аргира умира в град Кутаиси, една година след пристигането си в Грузия. След смъртта ѝ цар Баграт IV се жени за аланската принцеса Борена, от която се раждат всичките му деца. След смъртта на Елена Аргира отношенията между Византия и Грузинското царство отново се изострят.